# Religió tradicional xinesa
La religió tradicional xinesa, comprèn una sèrie de pràctiques religioses tradicionals de l'Ètnia han, inclosa la diàspora xinesa. Vivienne Wee el va descriure com "un bol buit, que es pot omplir de diferents maneres amb el contingut de religions institucionalitzades com el budisme, el taoisme, el confucianisme i les religions sincrètiques xineses". Això inclou la veneració dels shen (esperits) i els avantpassats, l'exorcisme de forces demoníaques, i una creença en l'ordre racional de la natura, l'equilibri en l'univers i la realitat que poden ser influenciats pels éssers humans i els seus governants, així com els esperits i els déus. El culte es dedica als déus i als immortals, que poden ser divinitats de llocs o fenòmens naturals, del comportament humà o fundadors de llinatges familiars. Les històries d'aquests déus es recullen en el cos de la mitologia xinesa. A la dinastia Song (960-1279), aquestes pràctiques s'havien barrejat amb doctrines budistes, i els ensenyaments taoistes per formar el sistema religiós popular que ha perdurat de moltes maneres fins als nostres dies. El govern actual de la Xina continental, com les dinasties imperials, tolera les organitzacions religioses populars si reforcen l'estabilitat social, però les suprimeixen o les persegueixen si temen que la minaria.
Després de la caiguda de l'imperi el 1911, els governs i les elits modernitzadores van condemnar la "superstició feudal" i es van oposar o van intentar erradicar la religió tradicional per tal de promoure els valors moderns. A finals del segle xx, aquestes actituds van començar a canviar tant a Taiwan com a la Xina continental. Molts estudiosos veuen ara la religió popular d'una manera positiva. En els últims temps, la religió tradicional està experimentant un renaixement tant a la Xina com a Taiwan. Algunes formes han rebut la comprensió o el reconeixement oficial com a preservació de la cultura tradicional, com ara el mazuisme i l'ensenyament Sanyi a Fujian, el culte a Huangdi, i altres formes de culte local, com ara el culte a Longwang, Pangu o Cai Shen.
La geomància, l'acupuntura i la medicina tradicional xinesa reflecteixen aquesta visió del món, ja que les característiques del paisatge i els òrgans del cos estan en correlació amb els cinc processos i el yin i el yang.

## Creences
Les pràctiques religioses antigues xineses són diverses, variant d'una província a una província i fins i tot d'un poble a un altre, perquè el comportament religiós està lligat a les comunitats locals, el parentiu i els entorns. En cada entorn, la institució i el comportament ritual assumeix formes altament organitzades. Els temples i els déus adquireixen caràcter simbòlic i compleixen funcions específiques implicades en la vida quotidiana de la comunitat local. La religió local conserva aspectes de les creences naturals com ara el totemisme, l'animisme i el xamanisme.

## Déus

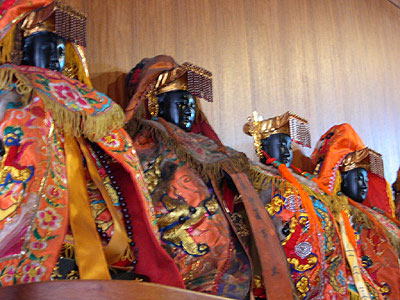
Diverses representacions de Matsu, deessa patrona dels mariners i el mar, ornamentada amb vestits artesanals.

- Guan Yu (關羽), Déu de la veritat i la lleialtat.
- Baosheng Dadi (保生大帝), Gran Emperador de la vida.
- Cai Shen (財神) Déu de la salut i el benestar.
- Hu Ye (虎爺 "Senyor Tigre"), un esperit guardià.
- Matsu (媽祖), la Deessa patrona dels mariners.
- Shangdi (上帝) (lit. Emperador Suprem)
- Cheng Huang (城隍), deïtats protectores
- Sun Wukong (孫悟空，齊天大聖)； "El Rei Mico"
- Tu Di Gong (土地公, tǔ dì gōng), Déu de la terra.
- Wenchangdi (文昌帝 "Emperador de la cultura"), Déu de l'estudi.
- Xi Wangmu (西王母), "Reina Mare de l'Oest"
- Yuexia Laoren (月下老人) "Ancià de la Lluna"
- Zao Shen (灶君|灶神), Déu de la cuina
- Zhusheng Niangniang (註生娘娘 "Deessa del Naixement"). Deessa de la fertilitat.

## Demografia
La religió tradicional xinesa és seguida per milions de persones tant en la Xina continental com a Taiwan i en les comunitats xineses a tot el món. El govern xinès és oficialment laic, i només patrocina amb certa reserva el confucianisme i el budisme. En el cas de Taiwan, les estadístiques oficials del govern demostren que la majoria de la població és formalment budista. Malgrat això la influència cultural de la tradició religiosa xinesa és apreciable.